# Eugène Onéguine (opéra)
Pour les articles homonymes, voir Eugène Onéguine (homonymie).
Représentations notables
- 23 janvier 1881, Théâtre Bolchoï, Moscou
- 4 mai 1883, Conservatoire de Saint-Pétersbourg
- 31 octobre 1884, Théâtre Mariinsky, Saint-Pétersbourg
- 6 décembre 1888, Théâtre national, Prague, sous la direction de Tchaïkovski
- 19 janvier 1892, Opéra d'État de Hambourg, sous la direction de Gustav Mahler
- 17 octobre 1892, Olympic Theatre, Londres, sous la direction de Henry Wood
- 23 mai 1911, Théâtre Sarah Bernhardt, Paris
- 19 novembre 1897, Opéra d'État de Vienne, Vienne, sous la direction de Gustav Mahler
- 24 mars 1920, Metropolitan Opera, New York

Personnages
- Madame Larine, propriétaire terrienne (mezzo-soprano)
- Tatiana, sa fille (soprano)
- Olga, sœur de Tatiana (contralto)
- Filippievna, vieille gouvernante (mezzo-soprano)
- Eugène Onéguine (baryton)
- Vladimir Lenski, son ami, fiancé d'Olga (ténor)
- Prince Grémine, général à la retraite (basse)
- Capitaine (basse)
- Zaretski (basse)
- M. Triquet, un Français (ténor)
- M. Guillot, valet d'Onéguine (muet)
- Paysans, invités, officiers, servants (chœur)

Airs
- Air d'Olga - Acte I
- Scène et air de la lettre (Tatiana) - Acte I
- Air d'Onéguine - Acte I
- Air de Lenski - Acte II
- Grand air du Prince Grémine - Acte III

Eugène Onéguine (en russe : Евгений Онегин ; en orthographe précédant la réforme de 1917-1918 : Евгеній Онѣгинъ), op. 24, est un opéra (« scènes lyriques ») en trois actes et sept tableaux composé par Piotr Ilitch Tchaïkovski entre juin 1877 et janvier 1878, sur un livret russe de Constantin Chilovsky et du compositeur, inspiré d'Eugène Onéguine, roman en vers d'Alexandre Pouchkine. La première représentation eut lieu au Petit Théâtre du Collège impérial de musique (Théâtre Maly), à Moscou, le 29 mars 1879.
Eugène Onéguine est un exemple bien connu d'opéra lyrique ; son livret ne garde de l'original de Pouchkine que quelques scènes, mais en conservant beaucoup de sa poésie, à laquelle Tchaïkovski ajouta une musique de nature dramatique. L'histoire est celle d'un héros égoïste qui s'engage dans un duel fatal contre son meilleur ami, et ne vit que pour regretter le rejet de son amour par une jeune femme. L'œuvre fait partie du répertoire lyrique actuel. Il en existe plusieurs enregistrements, et elle est encore souvent jouée.

## Genèse
En mai 1877, la cantatrice Elisaveta Lavrovskaïa recommande à Tchaïkovski la création d'un opéra inspiré de l'intrigue d'Eugène Onéguine. Selon ses mémoires, cette idée lui semble d'abord saugrenue, mais il s'enthousiasme rapidement et il crée les scénarios en une nuit. Il informe le librettiste russe Constantin Chilovski de son projet afin de parfaire le scénario déjà conçu. Tchaïkovski se sert des vers originaux du roman de Pouchkine et sélectionne les scènes qui reflètent le monde émotionnel et le destin de ses héros, qualifiant l'opéra de « scènes lyriques ». L'opéra est épisodique ; il n'y a pas d'histoire continue, seulement des moments choisis de la vie d'Onéguine. L'histoire originale étant si bien connue du public cultivé, Tchaïkovski sait que son auditoire pourra aisément en suivre le fil malgré ses omissions. On retrouve la même conception dans La Bohème de Puccini.
Il entame la composition de l'opéra en juin 1877, en commençant par la Scène de la lettre, alors qu'il séjourne à Glebovo, dans le domaine de la famille de Chilovski, pendant un mois. Il y compose les deux tiers de son opéra jusqu'en juillet. Il reprend la composition du premier tableau en septembre, à Kamenka et en fait immédiatement un arrangement pour le piano. Il termine l'orchestration de l'acte I à Clarens (Suisse) et l'envoie à Nikolaï Rubinstein en lui demandant de préparer la mise en scène avec le premier tableau de l'acte II. Il termine l'orchestration du premier tableau de l'acte II en novembre à Venise. En décembre, il s'y occupe de la composition de sa Quatrième symphonie. Il commence l'orchestration de l'acte III (qu'il avait probablement fini de composer à Glebovo) et la deuxième scène de l'acte II en janvier 1878 à San Remo. Il y termine l'opéra par l'orchestration de l'Introduction le 30 janvier 1878.
Il finit de composer l'arrangement pour piano le 9 février et demande à Sergueï Taneïev de le réviser.

## Création
Tchaïkovski s'inquiétait de l'accueil que le public réserverait à son opéra, vu son manque de suite traditionnelle. Il pensait que son exécution demandait le plus possible de simplicité et de sincérité. Cela en tête, il remit la première production entre les mains des étudiants du Conservatoire de Moscou. Le 29 mars 1879, les étudiants du conservatoire donnèrent la première représentation sur la scène du Théâtre Maly à Moscou sous la baguette de Nikolaï Rubinstein. Son grand succès le transporta au Théâtre Bolchoï de Moscou le 23 janvier 1881 sous la direction d'Enrico Bevignani.
Première de Moscou (Première mondiale)
- Date : 29 mars 1879
- Théâtre : Théâtre Maly
- Chef d'orchestre : Nikolaï Rubinstein
- Décors :

### Distribution
| Rôle                                    | Nom en russe                          | Tessiture     | Créateur/trice au Théâtre Maly, le 29 mars 1879 | Créateur/trice au Bolchoï, le 23 janvier 1881 |
| --------------------------------------- | ------------------------------------- | ------------- | ----------------------------------------------- | --------------------------------------------- |
| Madame Larine, propriétaire terrienne   | Ларина                                | Mezzo-soprano |                                                 |                                               |
| Tatiana, sa fille                       | Татьяна                               | Soprano       | Maria Nikolaïevna Klimentova-Mouromtcheva       | Yelena (Augusta) Konstantinova Verni          |
| Olga, sœur de Tatiana                   | Ольга                                 | Contralto     | Alexandra Levitskaïa                            | Alexandra Pavlovna Kroutikova                 |
| Filippievna, vieille gouvernante        | Филиппьевна                           | Mezzo-soprano |                                                 |                                               |
| Eugène Onéguine                         | Евгений Онегин                        | Baryton       | Sergueï Vassilievitch Guilev                    | Pavel Khokhlov                                |
| Vladimir Lenski, son ami, fiancé d'Olga | Ленский                               | Ténor         | Mikhaïl Efimovitch Medvedev                     | Dmitri Oussatov                               |
| Prince Grémine, général à la retraite   | Князь Гремин                          | Basse         | Vassili Makhalov                                | Abramov                                       |
| Capitaine                               | Ротный                                | Basse         |                                                 |                                               |
| Zaretski                                | Зарецкий                              | Basse         |                                                 |                                               |
| M. Triquet, un Français                 | Трике                                 | Ténor         |                                                 |                                               |
| M. Guillot, valet d'Onéguine            | Гильо                                 | Muet          |                                                 |                                               |
| Paysans, invités, officiers, servants   | Paysans, invités, officiers, servants | Chœur         | Chœur                                           | Chœur                                         |

## Représentations successives
- 4 mai 1883, Conservatoire de Saint-Pétersbourg
- 31 octobre 1884, Théâtre Mariinsky, Saint-Pétersbourg avec Emilia Pavlovskaïa dans le rôle de Tatiana
- 6 décembre 1888, Théâtre national, Prague, sous la direction de Tchaïkovski, dans une version tchèque de Marie Červinková-Riegrová
- 19 janvier 1892, Opéra d'État de Hambourg, sous la direction de Gustav Mahler, dans une version allemande
- 17 octobre 1892, Olympic Theatre, Londres, sous la direction de Henry Wood, dans une version anglaise
- 7 mars 1895, Opéra de Nice, dans une version française de Michel Delines
- 19 novembre 1897, Wiener Staatsoper, Vienne, sous la direction de Gustav Mahler
- 23 mai 1911, Théâtre Sarah Bernhardt, Paris, par la troupe du Théâtre Bolchoï
- 24 mars 1920, Metropolitan Opera, New York, dans une version italienne
- 20 mars 2001, Théâtre royal de la Monnaie Bruxelles, Belgique, dans une version russe
- 19 novembre 2010 Monaco - Forum Grimaldi à l'occasion du Gala de la Fête Nationale
- 17 janvier 2014, Opéra Berlioz de Montpellier, France, dans une version russe
- avril mai 2017, Opéra Bastille, Paris, France
- 19 juillet 2017, Grand Théâtre de Provence, Aix-en-Provence, France, dans une version russe (Bolchoï)
- 2 février 2018, Opéra-Théâtre de Metz, France, dans une version russe

## Argument

### Acte I

#### Premier tableau
Vers 1820, dans le jardin du domaine des Larine
Madame Larine et sa vieille gouvernante Filippievna sont assises dans le jardin : les deux filles de Madame Larine, Tatiana et sa jeune sœur Olga chantent à l'intérieur de la maison. Un groupe de paysans chante un joyeux air champêtre. Tatiana lit une histoire d'amour qui l'émeut, mais sa mère lui dit que la vie ne ressemble en rien à tous ces romans. Des visiteurs arrivent : Vladimir Lenski, fiancé d'Olga, un jeune poète, et son nouvel ami Eugène Onéguine, un dandy de Saint-Pétersbourg. Les présentations sont faites. Onéguine est surpris du fait que Lenski ait choisi Olga, l'extravertie, et non sa sœur, plus romantique. Tatiana, de son côté, est immédiatement séduite par Onéguine.

#### Deuxième tableau
La chambre de Tatiana
Le soir venu, Tatiana avoue à Filippievna qu'elle est amoureuse. La gouvernante partie, elle écrit une lettre passionnelle à Onéguine dans laquelle elle lui déclare qu'il est l'homme que le destin lui a envoyé (la très connue Scène de la lettre). Au matin, elle demande à sa gouvernante de faire parvenir la lettre à Onéguine.

#### Troisième tableau
Dans les jardins des Larine
Onéguine rend visite à Tatiana pour lui donner la réponse à sa lettre. Il lui dit avec bonté qu'il n'est pas homme à aimer facilement et qu'il n'est pas voué au mariage. Tatiana se sent humiliée et incapable de répondre.

### Acte II

#### Premier tableau
La salle de bal des Larine
C'est le jour de la fête de Tatiana. Onéguine est irrité par les commérages que les gens de la campagne font sur lui et Tatiana, et par Lenski, qui l'a convaincu de venir. Il décide de se venger en dansant et flirtant avec Olga. Cela suscite la jalousie de Lenski. Olga, apparemment séduite, reste insensible aux plaintes de son fiancé. Elle fait diversion, alors qu'un invité français, Monsieur Triquet, chante quelques couplets en l'honneur de Tatiana. La querelle reprend et s'envenime. Lenski renonce à son amitié avec Onéguine devant tous les invités, et le provoque en duel. Onéguine, non sans hésitation, est forcé d'accepter.

#### Deuxième tableau
À l'aube, en hiver, au bord d'un ruisseau dans les bois
En attendant Onéguine, Lenski chante son amour pour Olga et son destin incertain. Onéguine arrive. Ils hésitent à poursuivre le duel mais n'ont pas la force de l'arrêter. Onéguine tue Lenski.

### Acte III

#### Premier tableau
Quelques années plus tard, lors d'un bal dans la maison d'un noble fortuné de Saint-Pétersbourg
Les années ont passé et Onéguine est rongé par la mort de son ami Lenski et la vacuité de son existence. Le prince Grémine entre avec son épouse, Tatiana, devenue une belle et grande aristocrate. Grémine chante sa vie heureuse avec Tatiana, et lui présente Onéguine. Ce dernier est très impressionné et soudainement animé du désir intense de regagner son amour.

#### Deuxième tableau
Une salle de réception dans la maison du prince Grémine
Tatiana a reçu une lettre d'Onéguine. Celui-ci entre et la supplie de lui accorder son amour et sa pitié. Tatiana ne comprend pas ce qui, en elle, anime la soudaine passion d'Onéguine : sa richesse, son rang social ? Onéguine renouvelle la déclaration de son amour bien réel, absolu. Tatiana, les larmes aux yeux, lui rappelle ô combien ils étaient tous deux proches du bonheur, mais le somme de partir. Il refuse. Elle admet qu'elle l'aime encore, mais étant mariée, leur union ne peut se réaliser ; elle choisit de rester fidèle à son époux. Onéguine l'implore, mais elle le quitte, le laissant seul à son désespoir.

## Orchestration
| Instrumentation d'Eugène Onéguine                                             |
| Bois                                                                          |
| 1 piccolo, 2 flûtes, 2 hautbois, 2 clarinettes (en si bémol et la), 2 bassons |
| Cuivres                                                                       |
| 4 cors (en fa), 2 trompettes (en fa), 3 trombones (2 ténors et 1 basse)       |
| Percussions                                                                   |
| timbales                                                                      |
| Cordes                                                                        |
| 1 harpe, premiers violons, seconds violons, altos, violoncelles, contrebasses |

## Programme
Introduction
Acte I
- Premier tableau

1. Duo et quatuor
2. Chœur et danse des paysans
3. Scène et arioso d'Olga
4. Scène
5. Scène et quatuor
6. Scène
6-a. Arioso de Lenski
7. Scène finale
- Deuxième tableau

8. Introduction et scène avec la vieille gouvernante
9. Scène de la lettre
10. Scène et duo
- Troisième tableau

11. Chœur des jeunes filles
12. Scène
12-a. Air d'Onéguine
Acte II
- Premier tableau

13. Entracte et valse
14. Scène et couplets de Triquet
15. Mazurka et scène
16. Final
- Deuxième tableau

17. Scène
17-a. Air de Lenski
18. Scène du duel
Acte III
- Premier tableau

19. Polonaise
20. Scène et écossaise
20-a. Air du Prince Grémine
- Deuxième tableau

21. Scène
21-a. Arioso d'Onéguine
22. Scène finale

## Airs célèbres
- Air d'Olga : « Ah, Tania, Tania ! » - Acte I
- Scène et air de la lettre : « Que je meure, mais d'abord… » (Tatiana) - Acte I
- Air d'Onéguine : « Si j'avais voulu restreindre ma vie… » - Acte I
- Air de Lenski : « Où, où, où vous-êtes vous enfuies, belles années de ma jeunesse ? » - Acte II
- Grand air du Prince Grémine : « L'amour est de tout âge » - Acte III

## Galerie

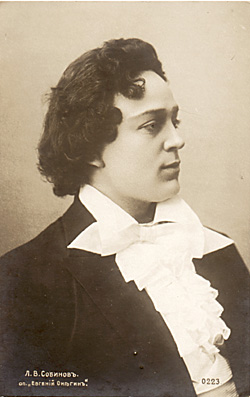
Leonid Sobinov dans le rôle de Lenski en 1898
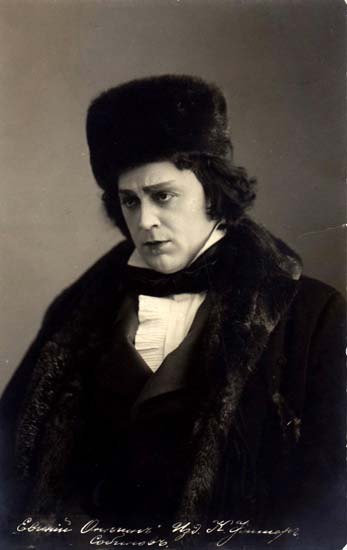
Idem
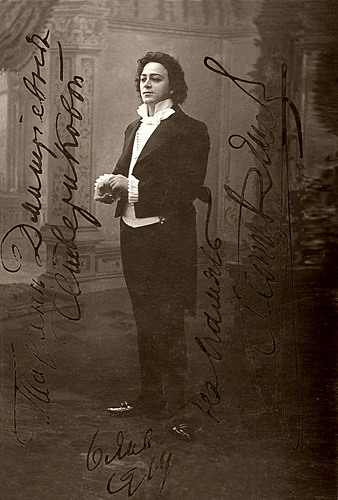
Idem
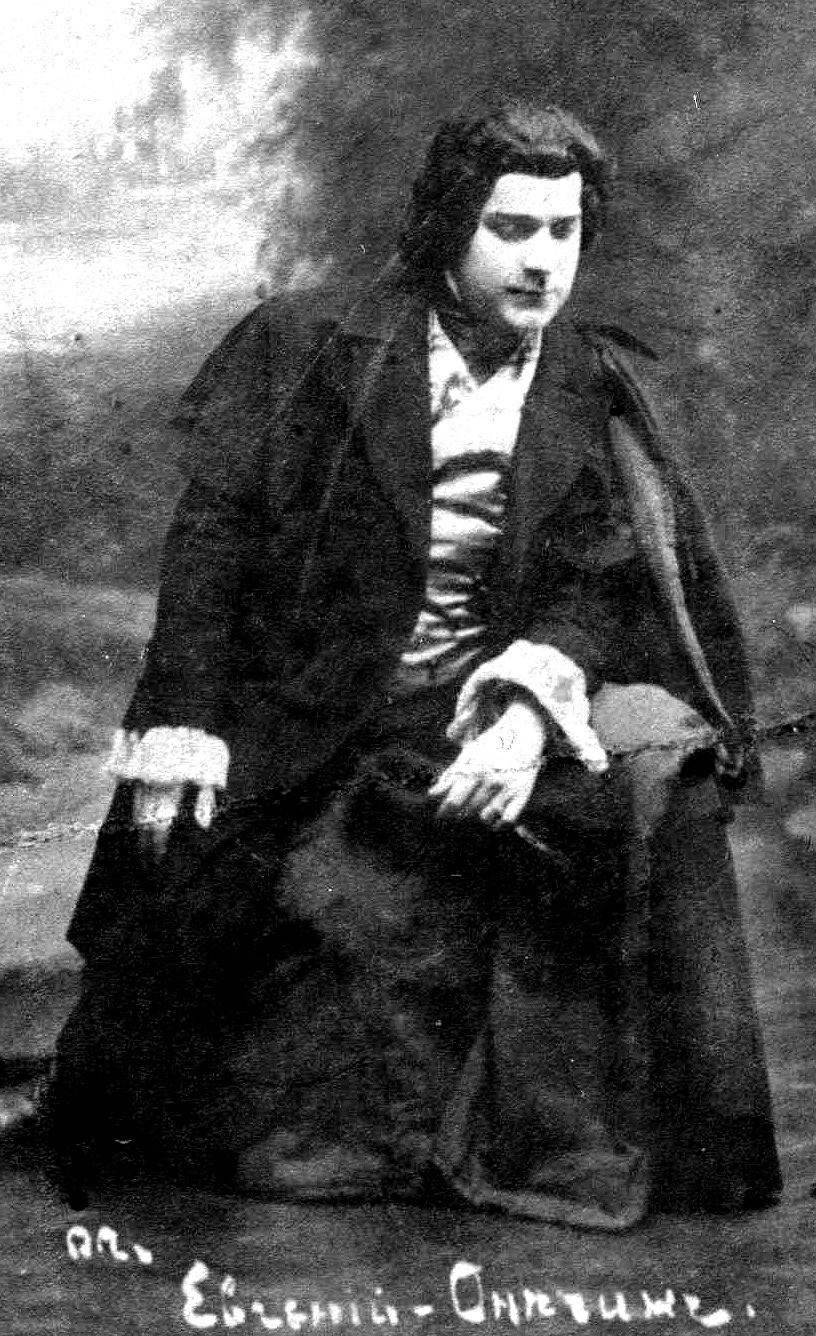
P. I. Slovtsov dans le rôle d'Onéguine en 1917

## Arrangements
En 1879, Franz Liszt fit un arrangement pour le piano de la Polonaise du troisième acte, S. 429.
En 1880, Pavel Pabst composa une Paraphrase de Concert sur Eugène Onéguine, op. 81, pour le piano.
En 2009, Guy Braunstein arrange l'air de Lensky pour flûte traversière et piano; partition éditée et révisée par Emmanuel Pahud.

## Discographie
- 1936, Vassili Nebolsine (dir.), orchestre et chœur du théâtre Bolchoï, Panteleimon Nortsov (Onéguine), Sergueï Lemechev (Lensky), Lavira Joukovskaïa (Tatiana), Bronislava Zlatogorova (Olga), Maria Botienina (Larina), Konkordia Antarova (Filippievna), Alexandre Pirogov (Gremine), I. Kovalenko (Triquet)
- 1948, Alexandre Orlov (dir.), orchestre et chœur du théâtre Bolchoï, Andreï Ivanov (Onéguine), Ivan Kozlovsky (Lensky), Elena Krouglikova (Tatiana), Maria Maksakova (Olga), B. Amborskaïa (Larina), Faïna Petrova (Filippievna), Mark Reisen (Gremine), I. Kovalenko (Triquet)
- 1955, Boris Khaïkine (dir.), orchestre et chœur du théâtre Bolchoï, Evgueni Belov (Onéguine), Sergueï Lemechev (Lensky), Galina Vichnevskaïa (Tatiana), Larissa Avdeïeva (Olga), Valentina Petrova (Larina), Evguenia Verbitskaïa (Filippievna), Ivan Petrov (Grémine), Andreï Sokolov (Triquet), Igor Mikhaïlov (Zaretsky), Gueorgui Pankov (Le capitaine).
- 1970, Mstislav Rostropovitch (dir.), Orchestre du Théatre Bolchoï de Moscou, Youri Mazourok (Onéguine), Vladimir Atlantov (Lensky), Galina Vichnevskaïa (Tatiana), Tamara Siniavskaïa (Olga), Tatiana Tougarinova (Larina), Larissa Avdeïeva (Filippievna), Alexandre Ognivtsev (Grémine), Vitali Vlassov (Triquet), Mikhaïl Chkaptsov (Zaretsky)
- 1974, Sir Georg Solti (dir.), Royal Opera House Covent Garden Orchestra, Bernd Weikl (Onéguine), Stuart Burrows (Lensky), Teresa Kubiak (Tatiana), Julia Hamari (Olga), Anna Reynolds (Larina), Nicolai Ghiaurov (Grémine), Michel Sénéchal (Triquet)
- 1987, Emil Tchakarov (dir.), orchestre du festival de Sofia, Youri Mazourok (Onéguine), Nicolai Gedda (Lensky), Anna Tomowa-Sintow (Tatiana), Rossita Troeva-Mircheva (Olga), Rossita Popangelova (Larina), Margarita Lilowa (Filippievna), Nicola Ghiuselev (Grémine)
- 1987, James Levine (dir.), chœeur de la radio de Leipzig, Dresden Staatskapelle, Thomas Allen (Onéguine), Neil Shicoff (Lensky), Mirella Freni (Tatiana), Anne Sofie von Otter (Olga), Rosemarie Lang (Larina), Ruthild Engert (Filippievna), Paata Burchuladze (Gremine), Michel Sénéchal (Triquet)
- 1993, Semyon Bychkov (dir.), Orchestre de Paris, Dmitri Khvorostovski (Onéguine), Neil Shicoff (Lensky), Nuccia Focile (Tatiana), Olga Borodina (Olga), Sarah Walker (Larina), Irina Arkhipova (Filippievna), Herve Hennequin (Gremine)
- 2007, Valery Gergiev (dir.), The Metropolitan Opera Orchestra and Chorus, Dmitri Khvorostovski (Onéguine), Ramón Vargas (es) (Lensky), Renee Fleming (Tatiana), Elena Zaremba (Olga), Svetlana Volkova (Larina), Larissa Chevtchenko (Filippievna), Sergueï Aleksachkine (Grémine), Jean-Paul Fouchécourt (Triquet), Richard Bernstein (Zaretsky), Keith Miller (le capitaine)

DVD :
- 2011, Mariss Jansons (dir.), Royal Concertgebouw Orchestra, Bo Skovhus (Onéguine), Andrej Dunaev (Lensky), Krassimira Stoyanova (Tatiana), Mikhaïl Petrenko (Grémine), Stage Director: Stefan Herheim, Muziektheater
- 2013, Valery Gergiev (dir.), The Metropolitan Opera Orchestra and Chorus, Mariusz Kwiecień (Onéguine), Piotr Beczała (Lensky), Anna Netrebko (Tatiana), Oksana Volkova (Olga), Elena Zaremba (Larina), Larissa Diadkova (Filippievna), Alexeï Tanovitsky (Grémine), John Graham-Hall (Triquet), Richard Bernstein (Zaretsky), David Crawford (le capitaine)

Version en anglais :
- 1992, Sir Charles Mackerras (dir.), Orchestra and Chorus of Welsh National Opera, Thomas Hampson (Onéguine), Neil Rosenshein (Lenski), Dame Kiri Te Kanawa (Tatiana), Patricia Bardon (Olga), Linda Finnic (Larina), Elizabeth Bainbridge (Filippievna), John Connell (Grémine), Nicolai Gedda (Triquet), Richard Van Allan (Zaretski/le capitaine)

Version en italien :
- 1953, Nino Sanzogno (dir.), orchestre symphonique de la radio italienne, Giuseppe Taddei (Onéguine), Cesare Valletti (Lensky), Rosanna Carteri (Tatiana), Eugenia Zareska (Olga), Britta Devinal (Filippievna), Raffaele Arié (Grémine), Mario Carlin (Triquet), Dmitri Lopatto (Zaretsky)